# 圣巴尔杜
圣巴尔杜（法語：Saint-Bardoux，法語發音：[sɛ̃ baʁdu]）是法国德龙省的一个市镇，属于瓦朗斯区。

## 地理
圣巴尔杜（45°5'8"N, 4°58'22"E）面积10.63 平方千米，位于法国奥弗涅-罗讷-阿尔卑斯大区德龙省，该省份为法国东南部内陆省份，北起顺时针与伊泽尔省、上阿尔卑斯省、上普罗旺斯阿尔卑斯省、沃克吕兹省和阿尔代什省接壤。
与圣巴尔杜接壤的市镇（或旧市镇、城区）包括：克莱里约、佩兰、伊泽尔河畔罗芒、埃尔巴斯河畔圣多纳、格朗日莱博蒙。

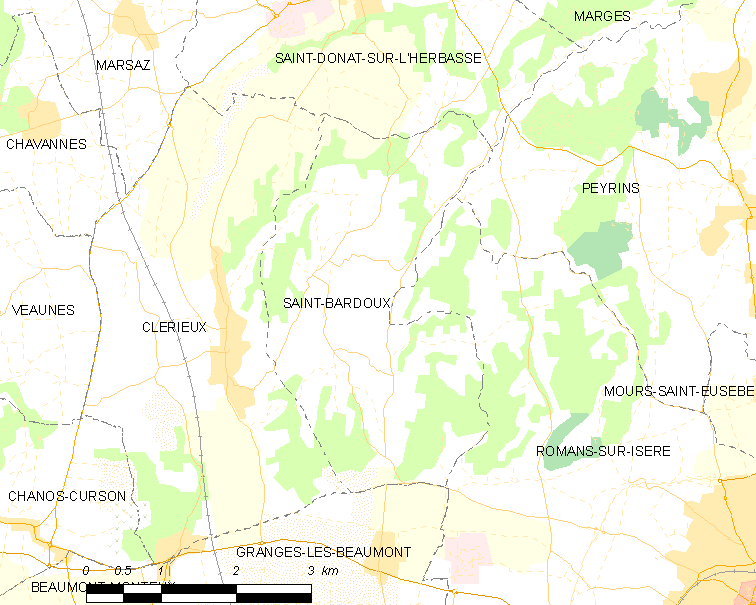
圣巴尔杜的OSM定位图

圣巴尔杜的时区为UTC+01:00、UTC+02:00（夏令时）。

## 行政
圣巴尔杜的邮政编码为26260，INSEE市镇编码为26294。

## 政治
圣巴尔杜所属的省级选区为伊泽尔河畔罗芒县。

## 人口

1962-2008年间圣巴尔杜人口变化图示

圣巴尔杜于2022年1月1日时的人口数量为599人。